# Heligmonevra didymoides
Heligmonevra didymoides är en tvåvingeart som först beskrevs av Walker 1864.  Heligmonevra didymoides ingår i släktet Heligmonevra och familjen rovflugor. Inga underarter finns listade i Catalogue of Life.